# Объединённое общество коллекционеров цельных вещей
Объединённое общество коллекционеров цельных вещей (англ. United Postal Stationery Society, сокращённо UPSS) — общественная некоммерческая организация коллекционеров цельных вещей, созданная в США.

## История
Организация возникла 1 июля 1945 года в результате слияния существовавшего с 1891 года Общества коллекционеров почтовых карточек Америки (Postal Card Society of America) и основанного в 1939 году Международного общества коллекционеров цельных вещей (International Postal Stationery Society).

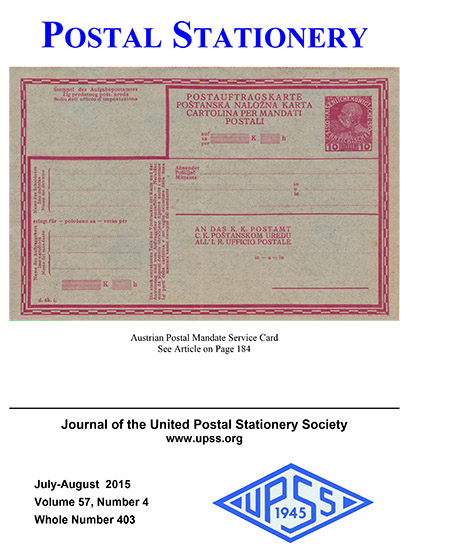
Обложка журнала общества «Postal Stationery», № 4 за 2015 год

## Описание
В настоящее время в обществе состоит около 1000 членов. Общество проводит регулярные аукционы и распродажи. Оно регулярно награждает выдающиеся экспонаты. Члены общества имеют доступ к издававшимся обществом в течение более 30 лет журналам в режиме онлайн, а также к сканам в высоком разрешении всех печатных форм, использованных при производстве маркированных конвертов США.

## Печатный орган
Печатный орган общества с 1949 года называется «Postal Stationery» («Цельные вещи»). В журнале публикуются статьи о новых выпусках американских и международных цельных вещей, а также статьи о редких и необычных цельных вещах.

## Другие публикации
Общество активно участвует в выпуске печатных изданий о цельных вещах в виде справочников, каталогов и рукописей начиная с 1955 года. В частности, оно подготовило и издало ряд каталогов цельных вещей США и некоторых регионов и стран, входящих в сферу американских интересов и влияния, включая:
- Catalog of the 20th and 21st Century Stamped Envelopes and Wrappers of the United States / D. Undersander (Ed.). — 3rd edn. — 2011. — ISBN 978-0-9800112-8-9. (англ.)
- Postal Cards of Spanish Colonial Cuba, Philippines and Puerto Rico / R. Littrell (Ed.). — UPSS, 2010. — ISBN 978-0-9800112-4-1. (англ.)
- Postal Stationery of the Canal Zone / I. Gibbs (Ed.). — UPSS, 2009. (англ.)
- Stendel R. U. S. Domestic Postal Card Regulations 1874 to 1885. — UPSS, 2010. (англ.)
- U. S. 19th Century Stamped Envelopes and Wrappers / D. Undersander (Ed.). — UPSS, 2012. (англ.)
- United States Postal Card Catalog / L. E. Bussey (Ed.). — UPSS, 2010. (англ.)
- The Postal Stationery of the Possessions and Administrative Areas of the United States of America / G. Krieger (Ed.). — UPSS, 2009. — ISBN 978-0-9800112-3-4. (англ.)
- Wukasch K. Postal Cards of the World’s Columbian Exposition. — UPSS, 2005. (англ.)